# Venus (astrologie)

Astrologisch symbool

In de westerse astrologie wordt de planeet Venus (symbool) geassocieerd met de principes van harmonie, schoonheid, verfijning, genegenheid, liefde en de drang om zich te verenigen met anderen. Zij is betrokken bij het verlangen naar plezier, comfort en gemak. Venus regelt romantische relaties, seks, huwelijk en zakelijke partnerschappen, kunst, mode en het sociale leven.
Venus heerst over de tekens Stier en Weegschaal, en is heerser van het tweede en zevende huis van de horoscoop.